# سيلينوسيانات البوتاسيوم
سيلينوسيانات البوتاسيوم هو مركب كيميائي صيغته KSeCN؛ ويوجد على شكل صلب بلوري أبيض مصفر.

## التحضير
يحضر المركب من تفاعل سيانيد البوتاسيوم مع عنصر السيلينيوم:.
{\displaystyle \mathrm {KCN+Se\longrightarrow KSeCN} }

## الخواص
يوجد المركب في الشروط القياسية على شكل صلب بلوري أبيض مصفر، وهو مركب قابل للاسترطاب وللانحلال في الماء.
يبلغ طول الرابطة C-N في المركب مقدار 1.12 أنغستروم، في حين أن الرابطة C-Se يبلغ طولها 1.83 أنغستروم.

## الاستخدامات
يستخدم سيلينوسيانات البوتاسيوم في تفاعلات تحضير مركبات السيلينيوم العضوية؛ مثل سيلينيد ثلاثي فينيل الفوسفين.